# 邊沙路
边沙路，是缅甸伊洛瓦底省拉布達縣拉布達鎮區下辖的一个镇。该镇为华人聚居区。2008年5月，该镇因气旋纳尔吉斯袭击而受重创。